# Filmfotograf

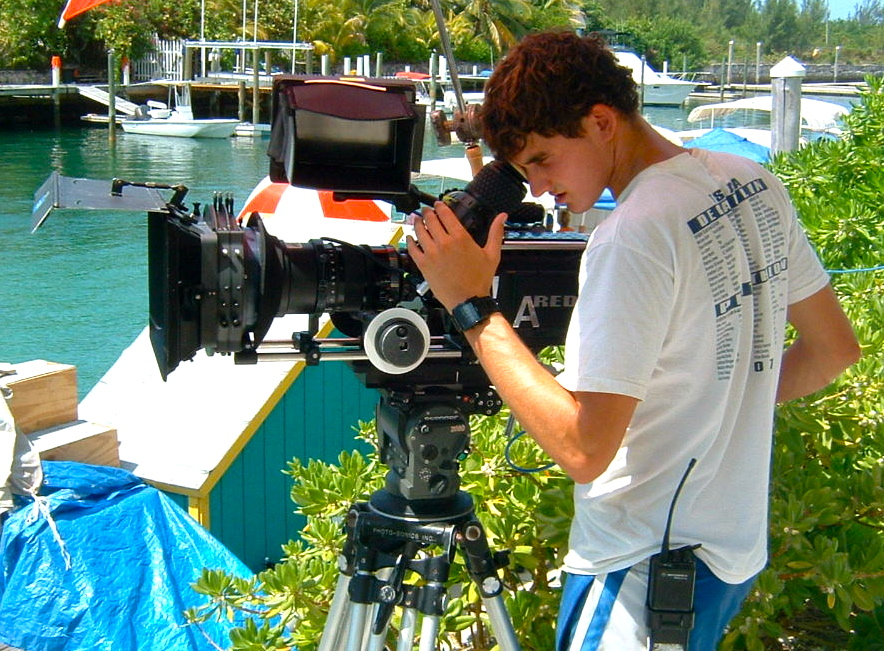
Filmfotograf med en digital RED-kamera.

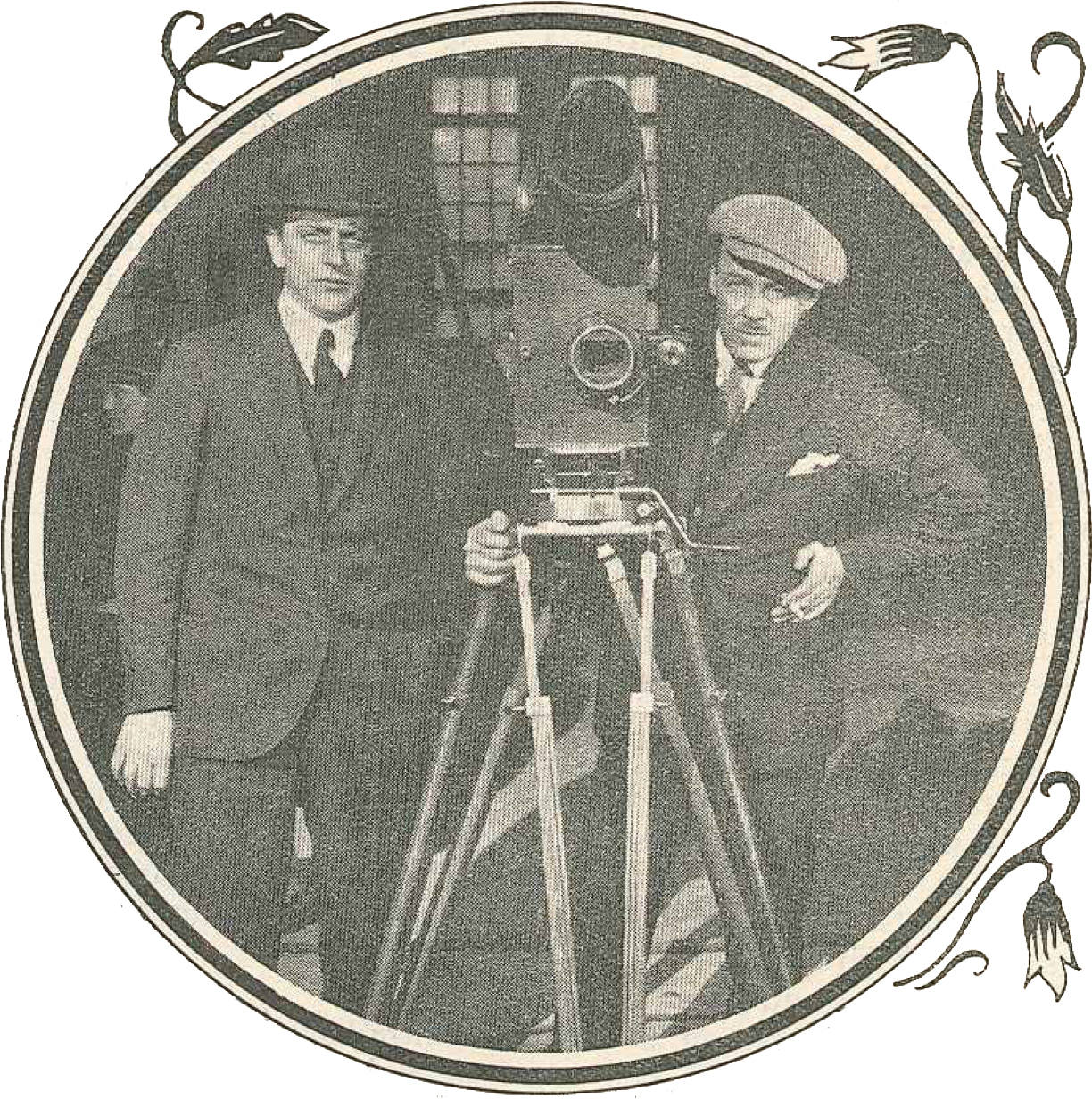
Regissören Gustaf Edgren och filmfotografen Hugo Edlund med en filmkamera anno 1928.

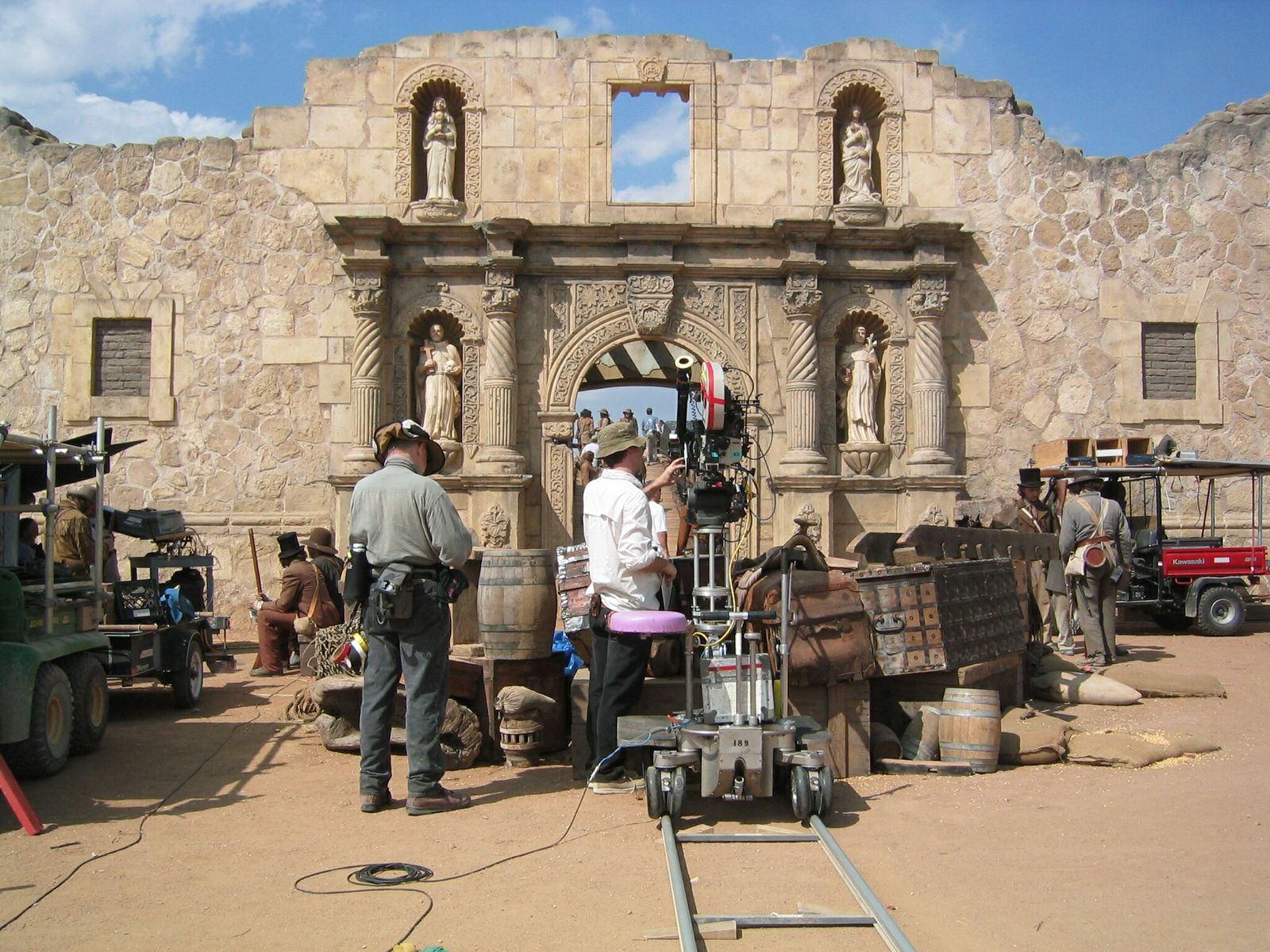
Inspelning av The Alamo 2004. B-fotografen kollar Panavisionkameran, passaren har lagt rälsen, elektrikerns reflexskärmar står utanför bilden. Chefsfotografen Dean Semler står en bit till vänster om kameran.

En filmfotograf är den person som har huvudansvaret för bilden i en film. Kameraman är ett annat ord för fotograf och syftar särskilt på en yrkesfotograf vid en TV- eller filminspelning.

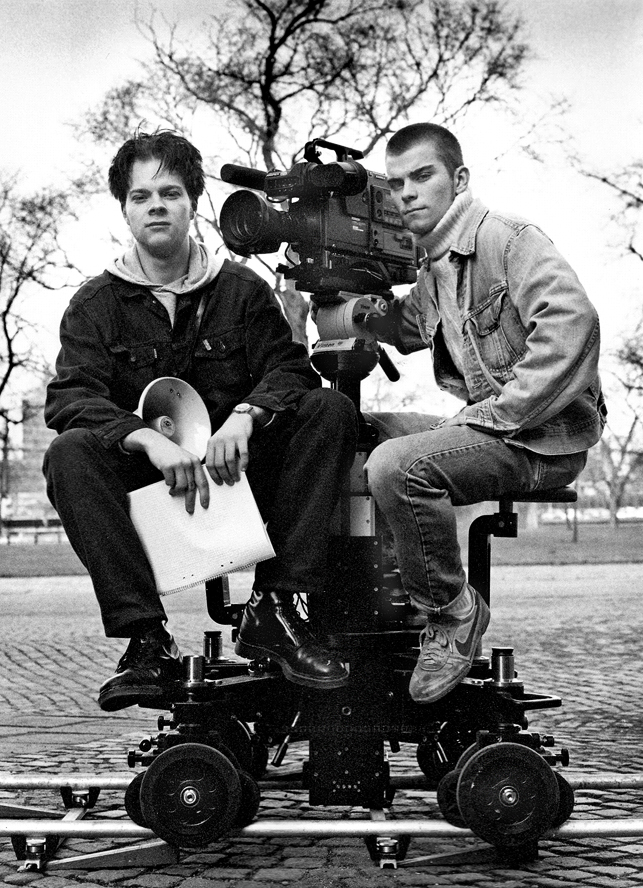
Två yrken inom filmproduktion: filmregissören och filmfotografen.

Med teknisk kunskap och konstnärlig känsla använder filmfotografen ljus, bildkomposition och kamerarörelser för att forma en films visuella berättande. Filmfotografen är tekniker, hantverkare och arbetsledare. Filmfotograf kallas den som ansvarar för fotot vid alla typer av film- och TV-produktioner: spelfilm, dokumentär, reportage och experimentfilm. En filmfotograf kan arbeta med filmkamera eller med digital kamera. Traditionellt har man mest använt kameror med vanlig fotografisk film för framkallning och kopiering i filmlaboratorium, men numera används alltmer digitala elektroniska kameror och monitorer med motsvarande digitala redigeringsteknik.

## A-fotograf
Filmfotografen samarbetar med regissören för att förverkliga regissörens visuella idé. Oftast benämns denna primärt konstnärligt ansvariga fotograf som A-fotograf eller chefsfotograf. Ibland används den engelska förkortningen DoP som betyder Director of Photography.
En stor del av A-fotografens arbete går ut på att planera bilderna och ljussätta de miljöer där man spelar in. Som konstnärligt ansvarig och arbetsledare ska han/hon ge anvisningar till kamerateamet om vad som ska göras med ljussättning och kamerarörelser inför varje tagning.
Vid speciella inspelningssekvenser, avancerade specialeffekter, stora och komplexa händelseförlopp använder man ofta flera kameror och fotografer i samverkan för att få bilder av händelsen från många olika vinklar samtidigt. Chefsfotografen är då arbetsledare för alla i det utvidgade kamerateamet. 
Vid större spelfilmsproduktioner kan det hända att chefsfotografen har en operatör som sköter kameran. Det är framförallt vanligt i USA.
Ibland är regissör och A-fotograf samma person för att få större helhetskontroll; exempel på det är Jan Troell och ibland Lars von Trier (av fackliga skäl är det ofta inte möjligt i större sammanhang i vissa länder, såsom i USA).

## Kamerateamet
Filmfotografen jobbar alltid i ett team med assistenter och medarbetare, undantag är vissa dokumentärfilmer och lågbudgetproduktioner där fotografen ibland jobbar ensam.

### B-fotograf
A-fotografen har oftast hjälp av en B-fotograf, som ansvarar för kameratekniken, samt bistår med praktiska insatser som byte av film och objektiv. Själva kameraarbetet under inspelning sköts normalt i samverkan mellan A- och B-fotograf, där A-fotografen styr själva kameran, medan B-fotografen i huvudsak "drar skärpan". Dvs kontinuerligt justerar objektivets fokuseringsring, så att skärpeplanet i bilden hamnar där man vill att det ska vara skarpt. 
Professionella film- och TV-kameror har inte någon autofokus. Detta eftersom det är en alltför inexakt teknik, samt att val av skärpeplan ofta är ett konstnärligt eller berättarmässigt val. Traditionellt sett så har B-fotografen inte sett bilden medan man filmar, utan har fått justera skärpan enbart baserat på ögonmått och kontrollmätningar med olika typer av måttband. Med de digitala filmkamerornas intåg, så kan man dock numera ha en högupplöst monitor på kameran, som oftast duger för att avgöra om bilden är skarp på rätt ställe eller inte. 
Ibland kan även en C-fotograf förekomma som assisterar B-fotografen och ansvarar för filmkassettladdning, rengöring och som sköter klappan. B- eller C-fotografen skriver bildrapporter för att kunna hålla reda på hur många och långa tagningar som gjorts och dess innehåll och kvalitet.

### Elektriker och passare
I teamet ingår också  elektriker för ljussättningen och passare för att till exempel bygga räls till en åkvagn för kamera och fotograf och förflytta kamerans position i rummet.

## TV-fotografer

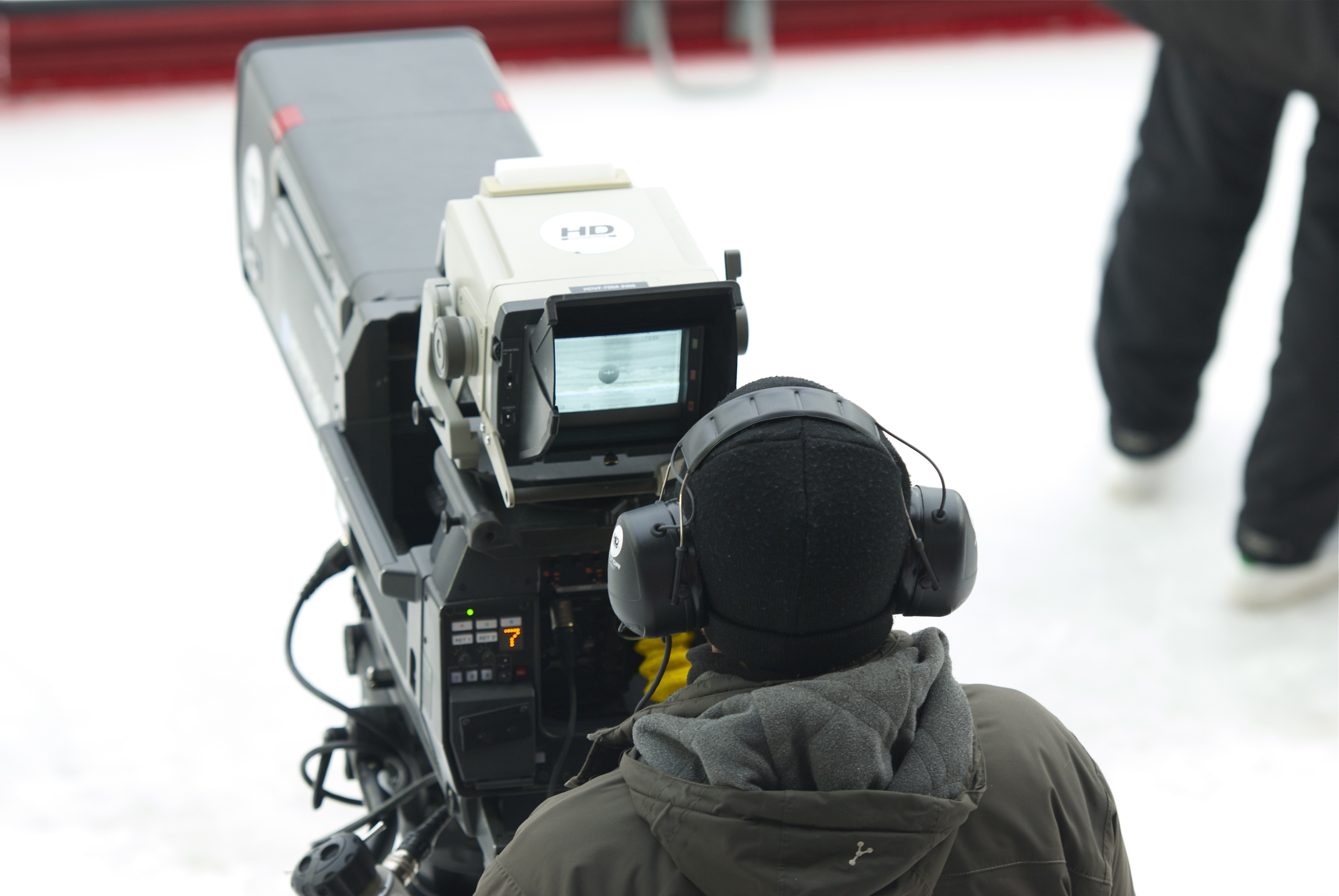
En tv-fotograf i arbete under en bandymatch 2012.

Inom TV-studioproduktioner används oftast elektroniska kameror, normalt tre eller fler samtidigt, för att förenkla inspelningsprocessen med möjlighet till olika slags bilder på olika personer från olika vinklar parallellt, vilket inte minst är nödvändigt vid direktsändning. De olika bilderna väljs samtidigt ut av en bildproducent, som också ger order till fotograferna/kameramännen om önskade bildformat och positioner. I en TV-studio sköts ofta ljussättningen av ljussättare eller ljustekniker/elektriker i stället, då man inte har någon A-fotograf (annat än vid speciella produktioner av till exempel vissa konstnärliga program, TV-filmer och viss TV-teater, men det hör till undantagen). De som sköter TV-kamerorna kallas ofta kameraoperatörer eller kameramän och har normalt inga B- eller C-fotografer till hjälp, utan sköter alla inställningar direkt med handreglage.

## Yrkesföreningar och utbildningar
I Sverige (och motsvarande i andra länder) finns yrkesorganisationer för filmfotografer respektive TV-fotografer: Föreningen Sveriges Filmfotografer respektive TV-fotografernas förening. Filmfotografutbildning finns på några ställen som Stockholms dramatiska högskola och Stockholms Filmskola.